# 抗线粒体抗体
抗线粒体抗体是一种免疫球蛋白，是针对线粒体，尤其是肝细胞中的线粒体的自身抗体。若在人体血液或血浆中检出该抗体，则意味着此人可能患有严重的自體免疫疾病，如原发性胆汁性肝硬化（一种对肝脏，尤其是胆管造成伤害的疾病），大约95%的病例会检出该类型抗体。
原发性胆汁性肝硬化是一种自身性免疫疾病，主要见于中年妇女，以及患有其它自體免疫疾病的病人。所谓自身性免疫疾病，是指人体免疫系统错误的将自身的细胞或其中一部分视为攻击目标的疾病，其中原发性胆汁性肝硬化属于后一种情况。
关于为何会产生抗线粒体抗体，有假说认为，异生诱导或氧化修饰所导致的对线粒体抗原的修改，是导致机体不能忽略线粒体抗原的关键步骤。在前述急性肝硬化病症中，该抗体被发现会对几乎所有肝脏抗原起作用，包括：
- 丙酮酸脱氢酶E2亚基
- 酮戊二酸脱氢酶复合体
- 支链α酮酸脱氢酶复合体

抗心磷脂抗体也是抗线粒体抗体中的一种，因为心磷脂存在于线粒体内膜当中。

## 与非线粒体抗原的关系
急性肝功能衰竭的患者中，有57%会出现抗反转谷氨酰胺酶抗体（anti-tTG）升高的情况，这种情况与乳糜泻有关。
细胞间免疫反应所引起的麸质过敏炎症，可能会导致氧化应急反应。而这种反应则会修饰线粒体抗原，并导致急性肝功能衰竭。抗糖蛋白210抗体也被发现存在于百分之四十七的原发性胆汁性肝硬化患者中。